# Joseph Terhec
Joseph Terhec (Alençon, 5 de junio de 1995) es un deportista francés que compite en judo. Ganó una medalla de oro en el Campeonato Europeo de Judo por Equipo Mixto de 2022.

## Palmarés internacional
| Campeonato Europeo por Equipo Mixto | Campeonato Europeo por Equipo Mixto | Campeonato Europeo por Equipo Mixto | Campeonato Europeo por Equipo Mixto |
| Año                                 | Lugar                               | Medalla                             | Categoría                           |
| ----------------------------------- | ----------------------------------- | ----------------------------------- | ----------------------------------- |
| 2022                                | Mulhouse (Francia)                  | Medalla de oro                      | Equipo mixto                        |